# Italienische Eishockeynationalmannschaft der Frauen
Die italienische Eishockeynationalmannschaft der Frauen ist die nationale Eishockey-Auswahlmannschaft Italiens. Sie liegt in der IIHF-Weltrangliste von 2022 auf dem 16. Platz und spielt in der Weltmeisterschafts-Division IB.

## Geschichte
Die italienische Eishockeynationalmannschaft der Frauen wurde 1992 gegründet und nimmt seit der 1999 ausgetragenen Qualifikation zur WM 2000 an internationalen Wettbewerben teil. Ihr bislang größter Erfolg bei einer Weltmeisterschaft war der achte Platz der B-WM (insgesamt 16. Platz) bei ihrer allerersten WM-Teilnahme 2000, der zugleich den Abstieg in die anschließend eingeführte Division II bedeutete, in der Italien bis 2011 spielte. Anschließend wurde das Team in die Division IB eingeteilt, aus der sie 2012 zunächst ab- und zwei Jahre später wieder aufstieg. 2018 gelang der Mannschaft der Aufstieg in die zweitklassige Division IA, 2019 folgte der Wiederabstieg in die Division IB.
Bei ihrer bislang einzigen Teilnahme an den Olympischen Winterspielen belegten die Italienerinnen bei den Winterspielen 2006 in Turin, für die sie als Gastgeber automatisch qualifiziert waren, den achten und somit letzten Platz.

## Platzierungen

### Weltmeisterschaften
- 1999 – 17. Platz (1. Platz beim Qualifikationsturnier für die WM 2000; Aufnahme in die B-WM)
- 2000 – 16. Platz (8. Platz B-WM; Abstieg in die Division II)
- 2001 – 19. Platz (2. Platz Division II)
- 2003 – 18. Platz (4. Platz Division II)
- 2004 – 17. Platz (2. Platz Division II)
- 2005 – 16. Platz (2. Platz Division II)
- 2007 – 17. Platz (2. Platz Division II)
- 2008 – 19. Platz (4. Platz Division II)
- 2009 – 19. Platz (4. Platz Division II)
- 2011 – 18. Platz (4. Platz Division II)
- 2012 – 20. Platz (6. Platz Division IB; Abstieg in die Division IIA)
- 2013 – 22. Platz (2. Platz Division IIA)
- 2014 – 21. Platz (1. Platz Division IIA; Aufstieg in die Division IB)
- 2015 – 19. Platz (5. Platz Division IB)
- 2016 – 18. Platz (4. Platz Division IB)
- 2017 – 19. Platz (5. Platz Division IB)
- 2018 – 16. Platz (1. Platz Division IB; Aufstieg in die Division IA)
- 2019 – 16. Platz (6. Platz Division IA; Abstieg in die Division IB)
- 2020–2021 – keine Austragung
- 2022 – 18. Platz (3. Platz Division IB)
- 2023 – 19. Platz (3. Platz Division IB)
- 2024 – 19. Platz (3. Platz Division IB)
- 2025 – 17. Platz (1. Platz Division IB; Aufstieg in die Division IA)

### Platzierungen bei denOlympischen Winterspielen
- 1998 – nicht teilgenommen
- 2002 – nicht qualifiziert
- 2006 – 8. Platz
- 2010 – nicht qualifiziert
- 2014 – nicht qualifiziert
- 2018 – nicht qualifiziert